# شیلینگن
شیلینگن (به آلمانی: Schillingen) یک شهر در آلمان است که در تریر-زاربورگ واقع شده‌است. شیلینگن ۱٬۲۸۶ نفر جمعیت دارد.